# Гребенюк, Андрей Гаврилович
Андрей Гаврилович Гребенюк (1902 года, Бурул, Астраханская губерния, Российская империя — 1979 год) — гуртоправ, Герой Социалистического Труда (1949).

## Биография
Родился в 1902 году в селе Бурул Астраханской губернии (сегодня — Городовиковский район Калмыкии). Трудовую деятельность начал с семилетнего возраста. Батрачил у богатых калмыков. В 30-е годы вступил в колхоз «Приозёрный» Приозёрного района Калмыцкой АССР. Участвовал в Великой Отечественной войне. После ранения был демобилизован. Получив инвалидность II группы, возвратился в родной колхоз «Приозёрный» Астраханской области.
Руководил семейной бригадой. В 1948 году Андрей Гребенюк вместе с дочерью Марией Гребенюк получил от молодняка среднесуточный привес по 860 граммов на голову, сдав на мясокомбинат бычков весом по 700—800 килограммов. За перевыполнение плана, получение высоких привесов и сохранение молодняка крупного рогатого скота был удостоен в 1949 году звания Героя Социалистического Труда.
В 1954 году участвовал во Всесоюзной выставке ВДНХ, где получил серебряную медаль.

## Память
- В Элисте на Аллее героев установлен барельеф Андрея Гребенюка.

## Награды
- Герой Социалистического Труда — указом Президиума Верховного Совета СССР от 17 сентября 1949 года
- Орден Ленина (1949)
- Медаль «За победу над Германией в Великой Отечественной войне 1941—1945 гг.»
- Серебряная медаль ВДНХ (1954)

## Источник
- Музалевский М. В. Герои Социалистического Труда. Биобиблиографический словарь. — М.: РИЦ «Кавалер», 2008. — Т. 2. — 200 с.
- Гребенюк Андрей Гарилович: букл.// Наши земляки — Герои Социалистического Труда: компл. букл. / сост.: Г. Д. Андраева, З. Б. Очирова; ред. Е. Н. Бошева; худож. В. Я. Михин. — Элиста, 1987.